# Sergio Vargas (cantante)
Sergio Pascual Vargas Parra (Villa Altagracia, 15 de marzo de 1960) es un político y cantante dominicano de merengue y bolero. Fue muy popular en las décadas de los 80's y 90's, durante la "época de oro del merengue" y hoy se mantiene, activo, como uno de los referentes del merengue dominicano. Sus hermanos, Kaki y Johnny, también son intérpretes de dicho género y han estado a su lado gran parte de sus respectivas carreras musicales.
Vargas fue diputado por el Partido de la Liberación Dominicana representando su pueblo Villa Altagracia en el periodo 2006-2010.

## Trayectoria musical
Apodado como El Negrito de Villa, Vargas participó en el Festival de la Voz organizado por el músico dominicano Rafael Solano, donde terminó en segundo lugar. Dos años después en 1982, pasó a formar parte de la voz como "Los diseñadores", "Al ritmo de la noche", "Un hombre y una mujer", entre otros. Luego de esto, Sergio pasó a reforzar la orquesta "Los Hijos del Rey" como vocalista líder. Esta orquesta en sus inicios estaba liderada por Fernando Villalona y Raulín Rosendo. Fue en esta agrupación donde su popularidad empezó a crecer, tanto que la agrupación tenía clubs de fanes en Puerto Rico, Venezuela, Panamá y la costa Este de los Estados Unidos. Según Manuel Almonte, musicólogo de la música nacional dominicana.
En 1986 Sergio sacó a la venta su primer LP bajo el sello discográfico Karen Records. Este LP incluye el sencillo "La quiero a morir", el cual es la versión en español de "Je l'aime à mourir" del cantante francés Francis Cabrel. En 1987 grabó otro álbum junto a Los Hijos del Rey titulado "La tierra tembló", con el que obtuvo un gran éxito. Al momento que Sergio se lanza como solista, la mayoría de los músicos se van con él, menos Diómedes Nuñez y poco después Orvis García. Los arreglos de esta producción son por Sonny Ovalles y su pianista Juan Valdez. Los sencillos de esta producción son "Ciclón (fiesta de interior)", "Marola", "Al otro lado del sol", "Bamboleo", "Esta casa humilde", "Días de junio" y "Perla negra".

## Discografía

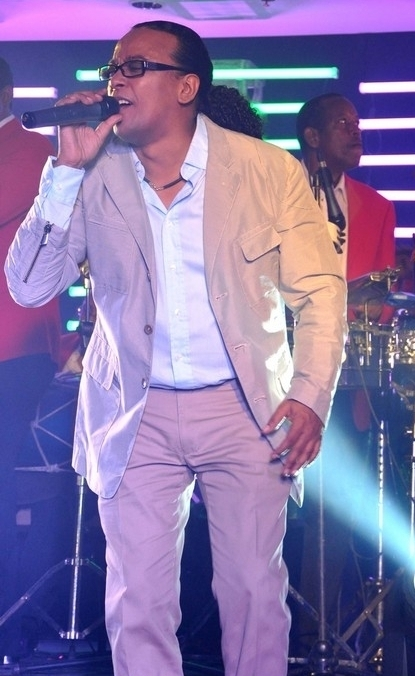
Sergio Vargas en el lanzamiento de su disco "Amores Nuevos, Viejos y de Medio Uso", 2 de septiembre de 2009

### Álbumes/LP
- La quiero a morir (1986)
- La tierra tembló (1987)
- Ciclón (Festa do interior) (1988)
- La incondicional (1989)
- Este es mi país (1991)
- Torero (1992)
- Por H o por R (1993)
- El merengue se baila pegao (1994)
- Como un bolero (1994)
- Fraude de amor (1995)
- Solo merengue (1995)
- Mi propuesta (1996)
- Tiempo de amor (1997)
- Juntos (1998)
- A tiempo (1999)
- Había una vez un merengue (1999)
- Otra época (con Los Panchos) (1999)
- De Sergio Vargas a José Feliciano (2000)
- Vete y dile (2001)
- Bohemio en vivo (2003)
- Bohemio (2004)
- Sus éxitos en bachata (2004)
- Amores nuevos, viejos y de medio uso (2009)
- Sergio Vargas es merengue ¿Algún problema? (2021)

### Compilaciones
- Los años dorados (1994)
- The Best (1994)
- Brillantes (con Johnny Ventura) (1994)
- Historia musical (1995)
- Historia de éxitos (1995)
- Cara a cara (con Johnny Ventura) (1997)
- El hombre y su merengue (1998)
- Grandes éxitos (1999)
- Oro merenguero (2000)
- Serie 2000 (2000)
- Entre amigos (con Fernando Villalona) (2000)
- A merengazo (2001)
- 22 Ultimate Hits (2002)
- Juntos (2002)
- Colección de oro: 15 éxitos (2002)
- Serie azul tropical (2003)
- 15 canciones favoritas (2003)
- Colección diamante (2004)
- Sabrosonas del recuerdo (2005)
- 20 años no son nada (2005)
- 20 éxitos originales (2005)
- 2 grandes voces de Quisqueya la bella (con Eddy Herrera) (2007)
- 10 de colección (2007)
- Un cantante, 3 facetas, un gran artista (2008)
- Mis favoritas (2010)
- Frente a frente (con Toño Rosario) (2013)
- Colección grandes voces del siglo

## Canciones

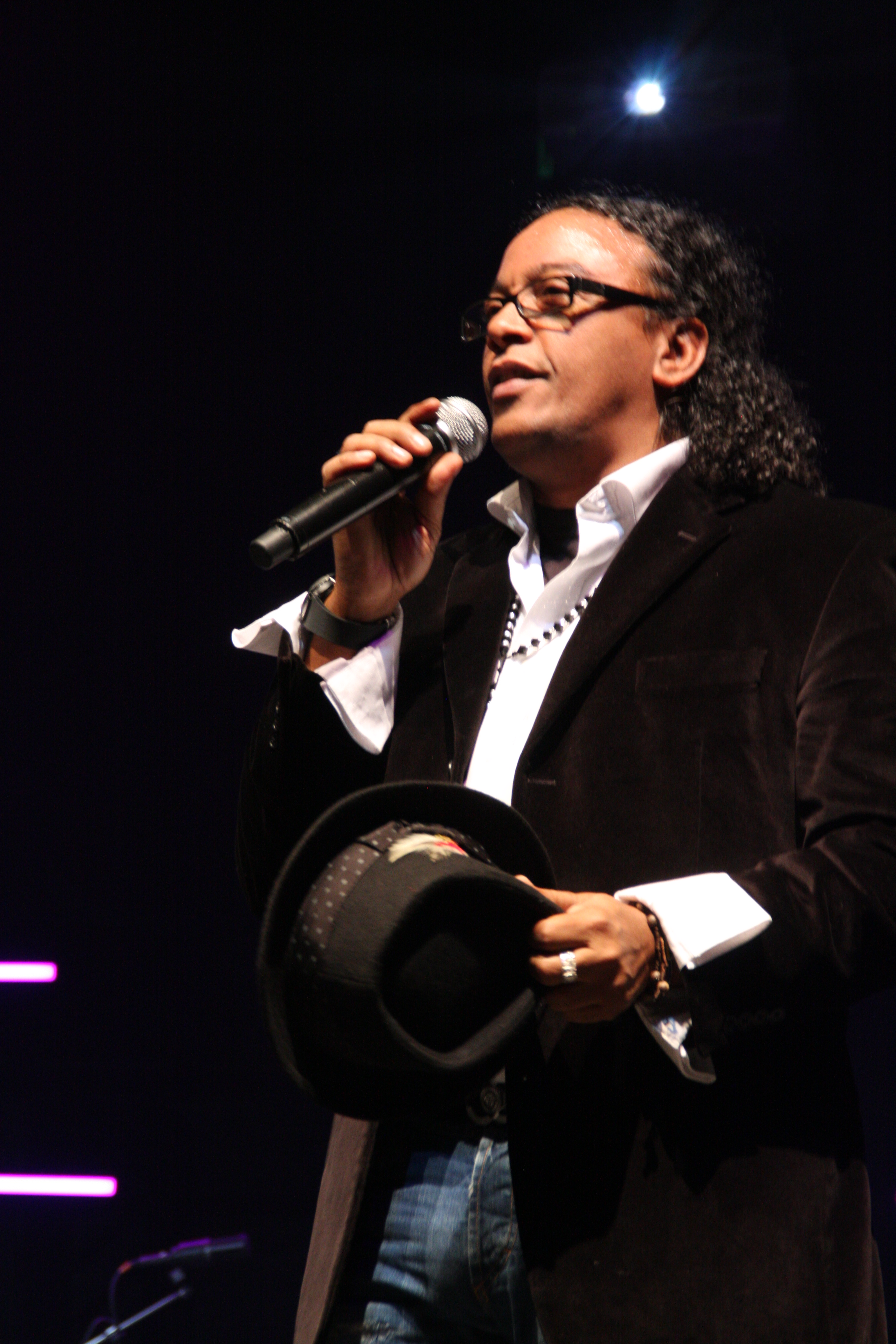
Sergio Vargas en 2009.

Con Los Hijos del Rey
- Por ella
- Mi orgullo
- Un hombre y una mujer
- La quiero a morir
- Oh Mariana
- La tierra tembló
- Vamos a dejarlo
- Si algún día la ves

Con Dionis Fernández & Orquesta
- Los diseñadores
- Al ritmo de la noche

Con La Cantante Arena
- No es fácil

Como solista
- Marola (escrita por Luis Días)
- La tierra tembló
- Las vampiras
- La Novia
- Lástima de tanto amor
- Muñeco de trapo (salsa)
- La ventanita
- Corazón de piedra
- La pastilla
- Dile
- Penas al viento
- Magia
- Un cigarrillo, la lluvia y tú
- Como un bolero
- Las mujeres
- Ni tú ni yo
- Mala memoria
- Madre mía
- Qué te has creído
- Bala perdida
- Vete y dile
- Qué te pasa corazón
- Te va a doler
- Anoche hablamos del amor
- Dime dónde
- Mi morena

### Versiones
- La quiero a morir (Je l'aime à mourir, del cantante francés Francis Cabrel)
- Bamboléo (del grupo flamenco francés Gipsy Kings)
- Esta casa humilde (del cantante brasileño Roberto Carlos)
- Perla negra (del cantante venezolano Yordano)
- La incondicional (del cantante Luis Miguel)
- Procuro olvidarte (interpretada por el nicaragüense Hernaldo Zúñiga); compuesta por Manuel Alejandro.
- Torero (junto a El Canario; canción original de Julio Iglesias y José Luis Rodríguez)
- Hasta que me olvides (interpretada por Luis Miguel y escrita por Juan Luis Guerra)
- ¡Ay! mujer (interpretada originalmente por Juan Luis Guerra)
- Escándalo (interpretada por Javier Solís)
- Perdóname, olvídalo (con Gisselle; interpretada originalmente por Juan Gabriel y Rocío Dúrcal)
- Para decir adiós (junto a Gisselle; interpretada originalmente por José Feliciano y Ann Kelly)
- Aquello que me diste (interpretada por Alejandro Sanz)
- El negrito del batey (interpretada por Alberto Beltrán)
- La copa rota (interpretada originalmente por José Feliciano)
- Después de ti ¿qué? (interpretada originalmente por José Feliciano)
- ¿Por qué te tengo que olvidar? (interpretada originalmente por José Feliciano)
- Dime Corazón (interpretada originalmente por Amaury Gutiérrez)
- Lo que un día fue no será (interpretada originalmente por José José)
- Vivo por ella (interpretada originalmente por Andrea Bocelli y Marta Sánchez)
- Para vivir (compuesta e interpretada por Pablo Milanés)

## Logros

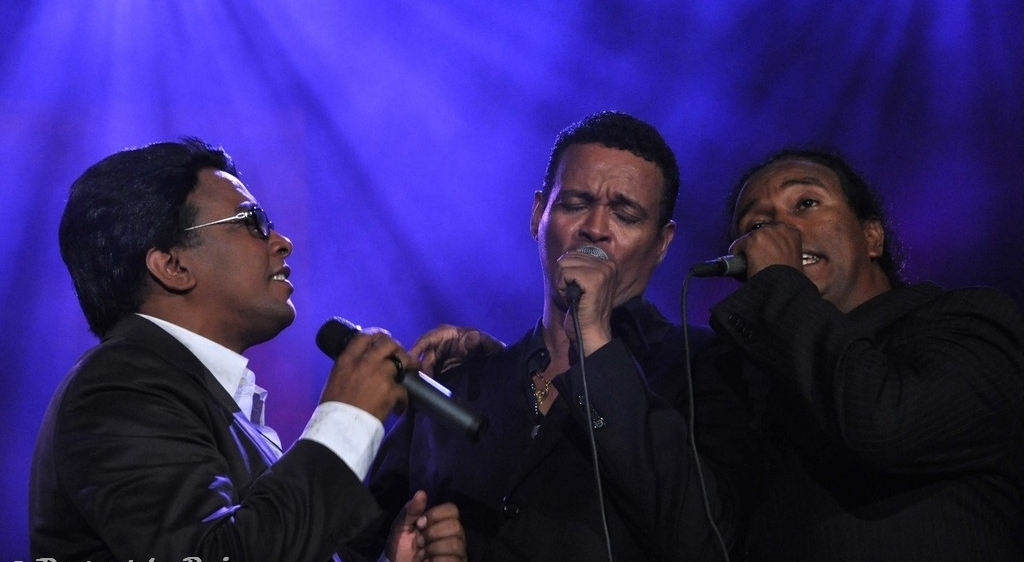
Vargas junto a sus hermanos durante un concierto de celebración de sus 25 años en el arte.

En 2018 recibió el Gran Soberano durante la celebración de Premios Soberano 2018, donde agradeció su premio con un discurso en pro de la educación para los músicos dominicanos.
En 1988 fue premiado por la Asociación de Cronistas de Arte de la República Dominicana con un Casandra por su concierto titulado Sergio. Este concierto fue galardonado como espectáculo del año. Sergio Vargas también obtuvo el premio Casandra al mejor videoclip por la canción "Las vampiras" del compositor Luis Días.
En 1989 CBS International le ofreció un contrato discográfico. Después de muchas contemplaciones dejó Karen Records y firmó con CBS.[cita requerida]
En 1991 fue un año muy productivo para la carrera de Sergio Vargas; después de participar en el programa de televisión "Este es mi país" fue galardonado con el premio Casandra. También recibió el premio Casandra por su proyección internacional y cantar en lugares como Madison Square Garden de Nueva York frente a 20.000 espectadores en el Carnaval del Merengue. Bajo la dirección del productor y director Jean Louis Jorge. Sergio rodó un programa especial para Sony Music International.
En 1993 recibió un disco de oro,[cita requerida] y también fue uno de los cantantes que participó en el famoso Festival de la calle Ocho de la ciudad de Miami.
Hoy por hoy a Sergio se le conoce y reconoce como el artista de la Patria y su agrupación una de las orquestas más activas del medio.
En 2021 gana el Latin Grammy por su álbum "Es merengue ¿Algún Problema?" en la categoría Mejor álbum de merengue/bachata.

## Congos de Oro
Otorgado en el Festival de Orquestas del Carnaval de Barranquilla:
| Año  | Trabajo nominado | Categoría | Resultado |
| ---- | ---------------- | --------- | --------- |
| 2014 | Sergio Vargas    | Merengue  | Ganador   |

## Activismo
Durante el mandato de Hipólito Mejía (2000-2004), Sergio Vargas decidió dejarse de cortar el pelo en forma de protesta hasta que el gobierno arreglara todas las calles de su pueblo natal Villa Altagracia.